# Larry Ellison

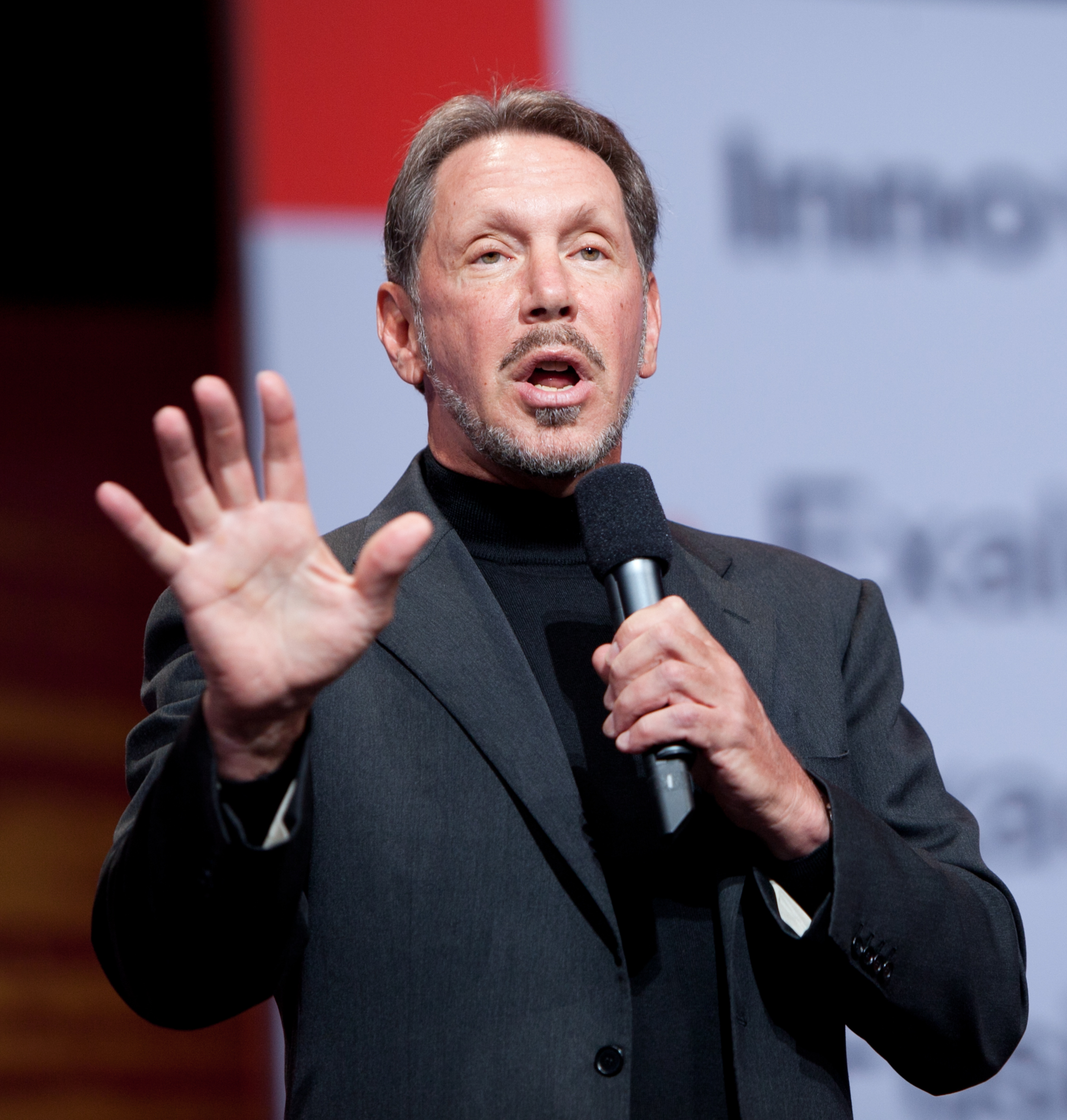
Larry Ellison (2016)

Lawrence Joseph „Larry“ Ellison (* 17. August 1944 in der Bronx, New York City) ist Gründer des US-Softwarekonzerns Oracle und war seit der Gründung bis September 2014 dessen CEO. Aktuell bekleidet er die Position des Executive Chairman und CTO. Außerdem befindet sich Ellison seit Jahren auf einem der vorderen Plätze der Forbes-Liste der reichsten Milliardäre. Ellisons Unternehmen hatte sich ursprünglich auf Software für Datenbanken spezialisiert und bedient mittlerweile auch sehr stark das Marktsegment für Unternehmenslösungen.
Im Juni 2010 schloss er sich der philanthropischen Kampagne The Giving Pledge der Milliardäre Bill Gates und Warren Buffett an und bestätigte, 95 % seines Vermögens für wohltätige Zwecke zu spenden.

## Herkunft
Seine unverheiratete, jüdische Mutter, Florence Ellison, gebar ihn im Alter von 19 Jahren. Daher gab sie ihn nach neun Monaten an Verwandte in Chicago, wo er bei seiner Tante Lilian aufwuchs, der zweiten Frau seines Stiefvaters Louis Ellison – eines Russen, der Anfang des 20. Jahrhunderts in die USA ausgewandert war.
1962 verließ er die High School und begann im selben Jahr an der University of Illinois in Champaign mit dem Studium der Mathematik.
Als seine Stiefmutter 1966 verstarb, fiel er durch sämtliche Abschlussexamen und verließ deshalb die Hochschule ohne Abschluss.

## Karriere
In den folgenden Jahren ging er verschiedenen Tätigkeiten bei Computerfirmen nach. Da ihn die Art dieser Tätigkeiten, hauptsächlich Sicherungsbänder zu wechseln, nicht sonderlich forderte, las er sich anhand von einigen Büchern detailliertes Fachwissen zu Themen der Informatik an.
1974 lernte er bei Tätigkeiten in dem Unternehmen Ampex (Multimedia) seine späteren Firmenmitgründer Bob Miner und Ed Oates kennen. Dort beschäftigten sich die drei unter anderem mit dem damals programmiertechnischen Problem der sehr eingeschränkten Massenspeichergeräte. Dieses Problem blieb während ihrer dortigen Tätigkeit ungelöst; Ellison und Oates verließen die Firma. Noch in demselben Jahr entwickelte Ellison dann für die Firma Precision Instrument Company ein leistungsfähiges Speicherverwaltungssystem.
In den darauffolgenden Jahren entwickelte Ellison sein Datenbankprogramm weiter, doch es war für die damaligen Computer zu speicheraufwändig. In einem Gespräch mit seinem Nachbarn erkannte dieser das Potenzial der Software und riet ihm zur Weiterentwicklung.
Ellison gründete 1977 mit einem Stammkapital von 2000 US-Dollar zusammen mit Oates und Miner im Silicon Valley die Firma Software Development Laboratories, die heute unter dem Namen Oracle bekannt ist. Startschwierigkeiten hielten die Gründer nicht vom Kauf einer VAX ab, des damals führenden technisch-wissenschaftlichen Rechnersystems, um darauf das in Entwicklung befindliche Datenbanksystem zu implementieren.
Im Jahr darauf, 1979, wurde das Datenbanksystem so erweitert, dass es auf mehreren verschiedenen Computer-Architekturen betriebsfähig war. Die Firma wurde in  Relational Software Inc. umbenannt, bevor sie eine erneute Namensänderung erfuhr: Das heutige Oracle wurde als Anlehnung an das Hauptprodukt, die Oracle-Datenbank, gewählt.
Ellisons persönlicher Erfolg geht Hand in Hand mit dem seines Unternehmens, Tiefpunkt war die Entlassung von 10 % aller Angestellten (etwa 4000) 1990, finanzieller Höhepunkt die Auflistungen unter den Reichsten Menschen der Welt des Forbes Magazine.

## Vermögen

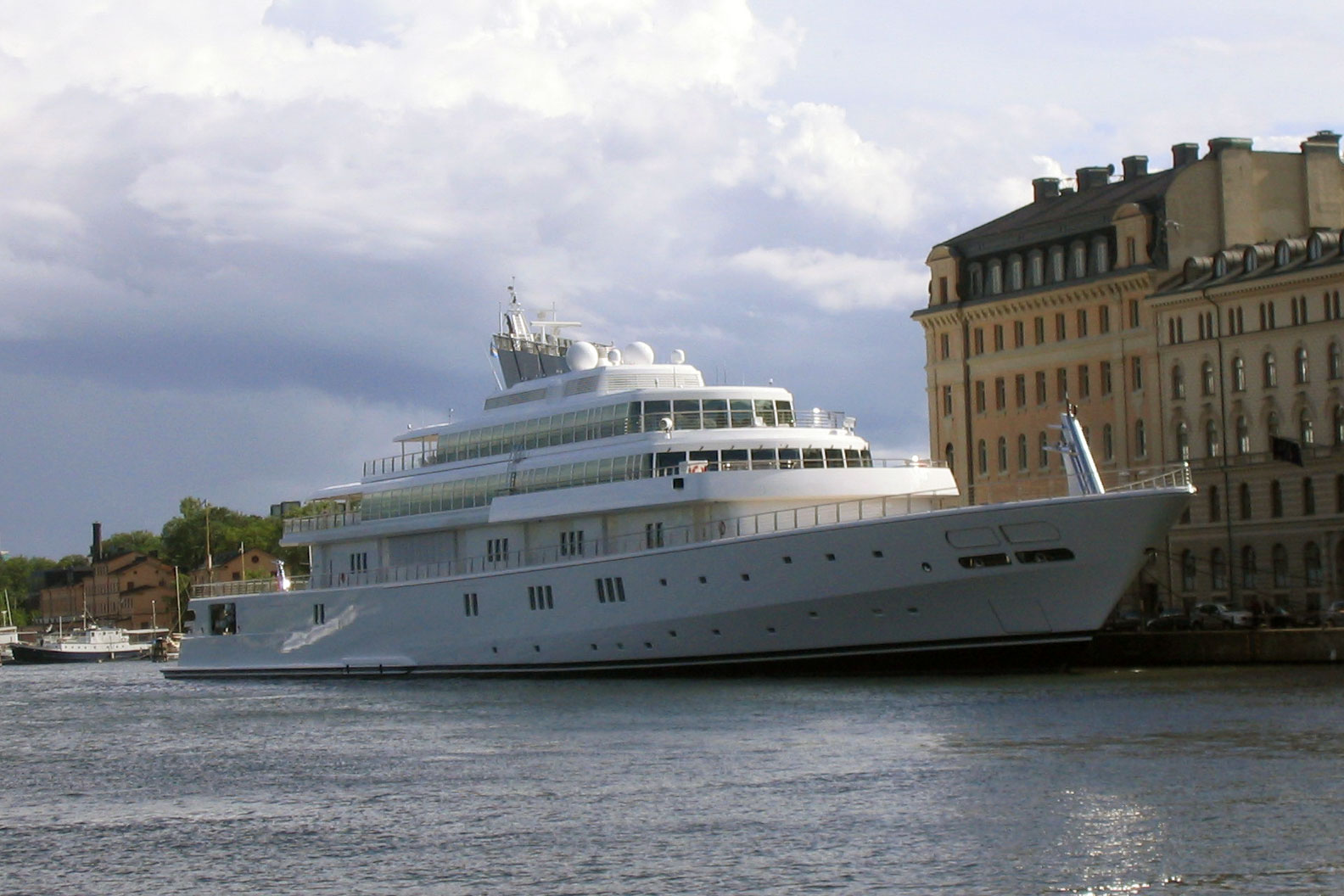
Die Yacht Rising Sun am 16. August 2005 in Stockholm

In US-Dollar, laut der Liste der reichsten Leute der Welt des Forbes Magazine:
- 1999: 13,0 Milliarden, Platz 12
- 2000: 58,0 Milliarden, Platz 2
- 2001: 21,9 Milliarden, Platz 4
- 2002: 15,2 Milliarden, Platz 5
- 2003: 16,6 Milliarden, Platz 6
- 2004: 18,7 Milliarden, Platz 12
- 2005: 18,4 Milliarden, Platz 9
- 2006: 19,5 Milliarden, Platz 4
- 2007: 21,5 Milliarden, Platz 11
- 2008: 25,0 Milliarden, Platz 14
- 2009: 22,5 Milliarden, Platz 4
- 2010: 28,0 Milliarden, Platz 6
- 2011: 39,5 Milliarden, Platz 5
- 2012: 36,0 Milliarden, Platz 6
- 2015: 54,3 Milliarden, Platz 5
- 2016: 43,6 Milliarden, Platz 7
- 2017: 52,2 Milliarden, Platz 7
- 2018: 58,5 Milliarden, Platz 10
- 2019: 62,5 Milliarden, Platz 7
- 2022: 106 Milliarden, Platz 8[5]
- 2023: 107 Milliarden, Platz 4[6]
- 2025: 192 Milliarden, Platz 4[7]

## Privatleben
Ellison war sechsmal verheiratet. Fünf Ehen endeten durch Scheidung. Die Ehefrauen waren:
1. Adda Quinn (1967–1974).
2. Nancy Wheeler Jenkins (1977–1978). Ellison ließ sich nach 18 Monaten Ehe von ihr scheiden.
3. Barbara Boothe (1983–1986). Aus der Ehe gingen die Kinder David Ellison und Megan Ellison hervor, die beide als Filmproduzenten tätig sind.
4. Melanie Craft (2003–2010), Schriftstellerin
5. Nikita Kahn (2010–2020), ukrainisches Model[10]
6. Jolin Zhu (2024–)[11]

Unter anderem war Ellison Mitbesitzer einer der größten Yachten der Welt, der Rising Sun, mit einem Wert von etwa 200 Millionen US-Dollar. Mit seinem Segelteam BMW Oracle Racing nahm Ellison erfolgreich am America’s Cup teil, holte den Pokal 2010 zurück und konnte ihn 2013 verteidigen.
Im Juni 2012 kaufte er die Hawaii-Insel Lānaʻi für 300 Millionen US-Dollar und verlegte im Dezember 2020 seinen Wohnsitz von Kalifornien auf die Insel.
Eine Untersuchung aus dem Jahr 2021, in welcher der CO2-Fußabdruck von 20 bekannten Milliardärinnen und Milliardären abgeschätzt wurde, kommt zum Schluss, dass im Jahr 2018 durch das Konsumverhalten Ellisons (inkl. Wohnsituation, Reisen im Privatjet) 9.165,9 Tonnen CO2e freigesetzt worden sind. Damit trug er so viel zur globalen Erwärmung bei wie 1.366 Menschen (die durchschnittliche Emission betrug 2018 6,71 Tonnen CO2e) und verschuldete nach Berechnungsmethode der Mortality Cost of Carbon mindestens zwei zusätzliche Hitzetote.

## Politik
Ellison steht der Republikanischen Partei nahe und spendete für Politiker wie Ron Paul, Tim Scott und Marco Rubio. Im Jahr 2020 erlaubte Ellison Präsident Donald Trump, eine Spendenaktion in seinem Anwesen in Rancho Mirage abzuhalten, wobei er selbst allerdings nicht anwesend war. Die Washington Post berichtete im Mai 2022, dass Ellison an einer Telefonkonferenz wenige Tage nach der Präsidentschaftswahl 2020 teilnahm, bei der es um Strategien zur Anfechtung der Legitimität der Wahl ging. Zu den weiteren Teilnehmern der Telefonkonferenz gehörten Fox News-Moderator Sean Hannity, Senator Lindsey Graham, Trumps persönlicher Anwalt Jay Sekulow und James Bopp, ein Anwalt von True the Vote. Die Post bezog sich dabei auf Gerichtsdokumente und einen Teilnehmer des Anrufs als Quelle. Nach Trumps Wiederwahl 2025 wurde er vom britischen Telegraph einer der "Tech-Oligarchen" im Umfeld von Trump bezeichnet. So trat er gemeinsam mit Masayoshi Son und Sam Altman im Januar 2025 dem Stargate-Projekt bei.
In Israel unterstützt Ellison Benjamin Netanjahu. Ellison hat Berichten zufolge den israelischen Mogul Arnon Milchan dazu gebracht, seinen Anwalt freistellen  zu lassen, damit Netanjahu, der in Korruptionsfälle verwickelt ist, ihn einstellen konnte.

## Zur Geschäftsbeziehung Oracles mit der NSA
Im Verlaufe eines Interviews mit CBS-News, das ursprünglich Ellison/Oracles Sicht auf einen Rechtsstreit mit Google behandeln sollte, äußerte er sich auf die Frage, ob er kritisch sehe, dass die NSA Oracle-Produkte in den im Überwachungskandal 2013 aufgedeckten Maßnahmen und Programmen der US-Regierung einsetze:

„Es ist großartig. Es ist toll. Es ist von großer Bedeutung. Nebenbei, auch Präsident Obama hält es für wichtig. Es ist wichtig, wenn Sie wollen, dass solche Angriffe wie gerade in Boston minimiert werden. Es ist absolut notwendig.“

Er äußerte Vertrauen in die demokratisch gewählte Regierung und gab an: „Wenn es uns nicht gefällt, was die NSA macht, können wir die Regierung einfach loswerden und eine neue einsetzen.“
Eine rote Linie wäre überschritten, wenn die Regierung die Daten benutzte, „um politische Meinungen aufzuspüren. Wenn die Demokraten es benutzten, um gegen die Republikaner vorzugehen. Wenn die Republikaner es nutzten, um gegen Demokraten vorzugehen. Mit anderen Worten, wenn wir aufhören würden, Terroristen zu suchen und begännen, Menschen auf der anderen Seite des Ganges aufzuspüren.“
Das Interview schloss mit seiner Frage

„Wer hat jemals davon gehört, dass die US-Regierung die Informationen missbraucht hat?“

und dem Hinweis, Kreditkartenunternehmen wie Visa und Mastercard täten seit Jahren Vergleichbares.
2024 kündigte Ellison an, mehr denn je Technologien zur biometrischen Bilderkennung und Videoüberwachung verfolgen zu wollen und legte eine Zusammenführung und integrierte Auswertung von Produkten wie Überwachungskameras, Bodycams, Türklingelkameras, Dashboard-Kameras und Drohnenbildern nahe.